# Backfire! (band)
Backfire! was een hardcore punkband uit Maastricht die actief was tussen 1994 en 2009.

## Geschiedenis

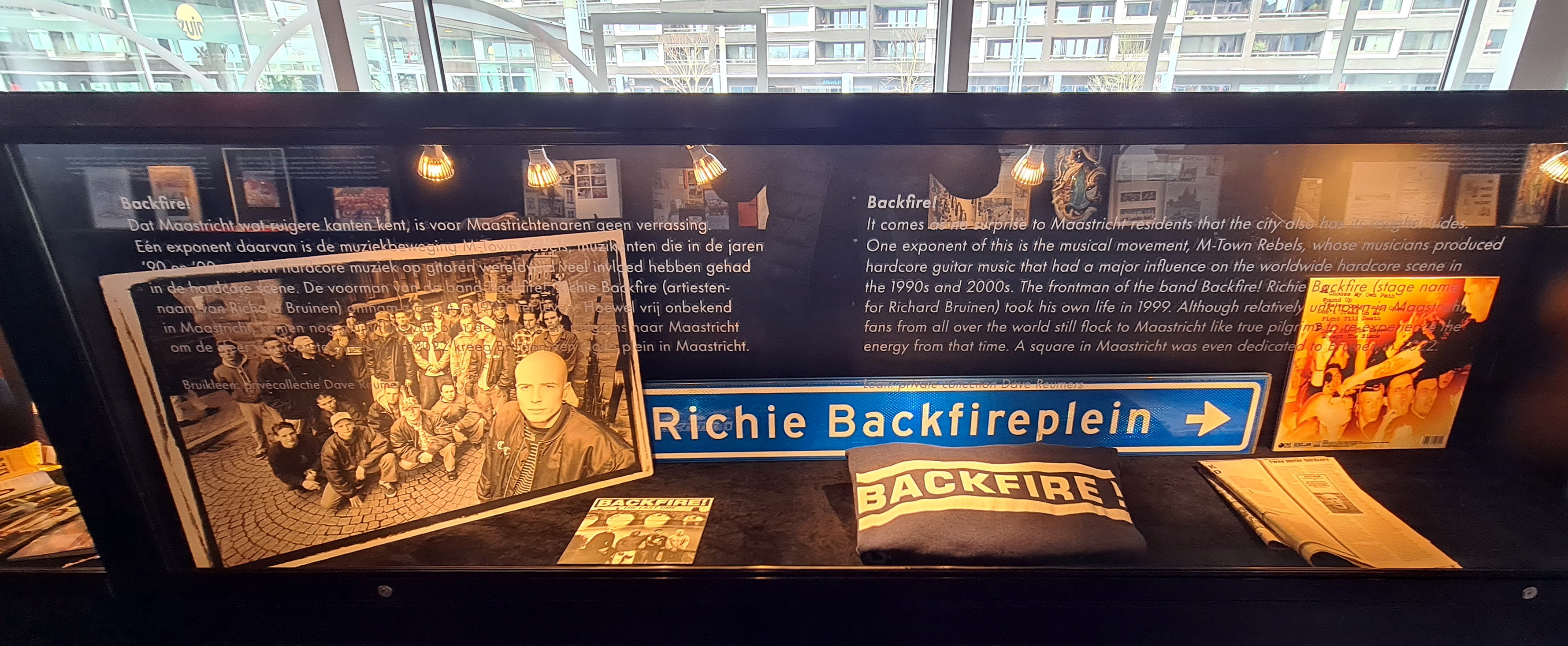
Mini-expositie met Backfire!-memorabilia in het Maastricht Museum (2025)

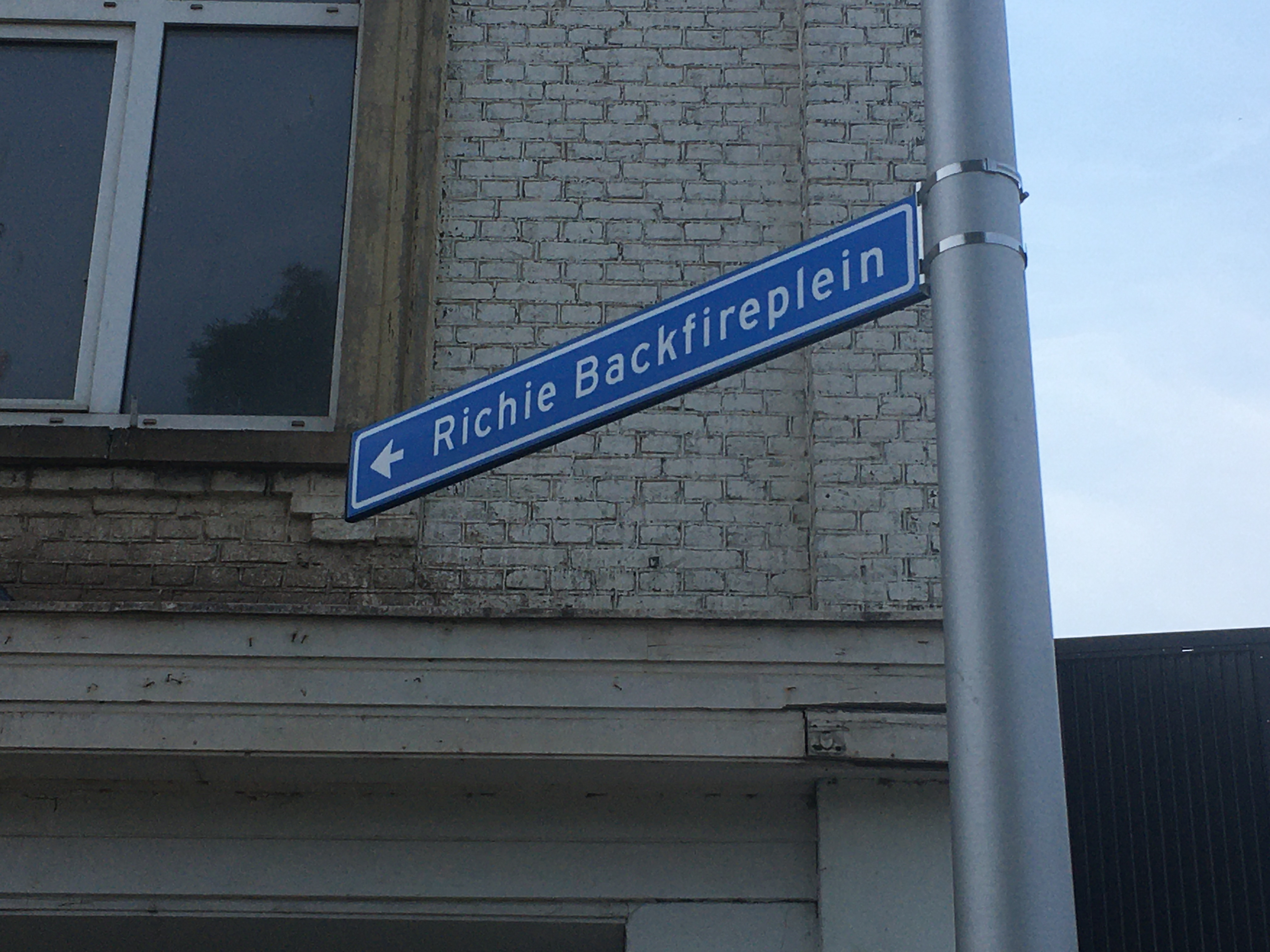
Richie Backfireplein bij de Muziekgieterij.

De band speelde in de jaren '90 samen met Right Direction een leidende rol in de Maastrichtse hardcorescene M-Town Rebels en kende grote internationale bekendheid in met name de Verenigde Staten. In Nederland en België speelde de band op festivals als Dynamo Open Air, Lowlands, Groezrock, Ieperfest en Jera On Air. Het dieptepunt van de band vormde de zelfmoord van drummer Richard Bruinen in 1999. De Amerikaanse band Agnostic Front bracht later dat jaar het album Riot, Riot, Upstart uit met een nummer Bullit on Mott Street dat opgedragen is aan Bruinen. Na zijn dood kwam Backfire in 2000 echter sterk terug met een aan Bruinen opgedragen album Still Dedicated. In 2009 stopte de band wegens privé-omstandigheden.

## Bezetting
- Patrick Coenen - zang
- Dave Moors - gitaar
- Wybrand Brouwer - gitaar
- Harm Haverman - basgitaar
- Igor Wouters - drums

### Oud-leden
- † Richard Bruinen ("Richie Backfire") - drums
- Frank Soeren - bas

## Discografie
- Rebel 4 Life (1996)
- Who Told You Life Is Easy? (1996)
- All Bets Are Off (1997)
- Choose My Own Path (1998)
- Still Dedicated (2000)
- The War Starts Here (2001)
- Change The Game (2003)
- In Harm's Way (2008)
- My Broken World (2012)
- Live At CBGB's 2003 (2022)
- Angry God (2023)

## Trivia
- In maart 2021 kreeg het plein naast de Muziekgieterij in Maastricht de naam Richie Backfireplein.[3] Op het plein werd op 19 maart 2022 een monument ter nagedachtenis aan Richie onthuld door Richards muzikale held Cesar Zuiderwijk.[4]